# باش-خینیس‌لی
باش-خینیس‌لی (به لاتین: Bash-Khynysly) یک منطقهٔ مسکونی در جمهوری آذربایجان است که در شهرستان شماخی واقع شده‌است.